# Cleonardo brevipes
Cleonardo brevipes is een vlokreeftensoort uit de familie van de Eusiridae. De wetenschappelijke naam van de soort is voor het eerst geldig gepubliceerd in 1983 door Ledoyer.